# Mantelprogramm
Ein Mantelprogramm oder Rahmenprogramm ist ein Hörfunk- oder Fernsehprogramm, das meist kleinen und lokalen Hörfunk- oder Fernsehsendern als Ergänzung zu ihren eigenen Sendungen dient.
Kleinere Sender sind häufig finanziell nicht in der Lage, rund um die Uhr ein eigenes Programm anzubieten. Um dennoch die Sendezeit mit attraktiven Sendungen zu füllen, übernehmen diese zum Teil das Programm eines Mantelprogramm-Anbieters. Vergleichbar im Bereich der Presse ist der Zeitungsmantel.   
Es gibt anonyme Mantelprogramme, die durch den Hörer bzw. Zuschauer namentlich nicht identifizierbar sind. Hörfunkmoderatoren dieser Anbieter starten zum Beispiel die Jingles der Abnehmer des Mantelprogramms fern, sodass die Hörer den Eindruck haben, einen regionalen Sender zu hören. Ein derartiges Mantelprogramm produzieren z. B. der SWR und der SR für ihre dritten Fernsehprogramme. 
Alternativ wird neutral von „unserem Sender“ gesprochen, anstatt das Sendegebiet oder den Sendernamen zu nennen. Dies wird z. B. in Deutschland bei den Lokalradios in Nordrhein-Westfalen durch den Mantelprogramm-Anbieter Radio NRW, in Sachsen durch den Anbieter SLP und in Bayern durch den Anbieter BLR praktiziert.
Daneben kann ein Programm übernommen werden, das über andere Verbreitungswege auch als eigenständiger Sender auftritt. In Brandenburg praktiziert dies BB Radio als Mantelprogramm-Anbieter für lokale Partner. Der uckermärkische Fernsehsender TVAL sendete täglich eine halbe Stunde und verbreitet in der übrigen Zeit den auch überregional sendenden Fernsehsender RTL.
In den USA fungieren viele regionale Fernsehsender als Affiliates von Fernseh-Networks. Das hierbei angewandte Konzept ist das genaue Gegenstück zu Mantelprogrammen: die Affiliates sind selber für ihr Rahmenprogramm verantwortlich, nur in der Prime Time wird das von den Networks zur Verfügung gestellte Programm übernommen.
Eine weitere Möglichkeit der Übernahme von Inhalten ist die Content-Syndication, die in den USA die Hauptquelle des Rahmenprogramms lokaler Fernseh- und Radiosender (Affiliates) darstellt, die jeweils mit einem überregionalen oder nationalen Network verbunden sind.